# М'яч для сквошу

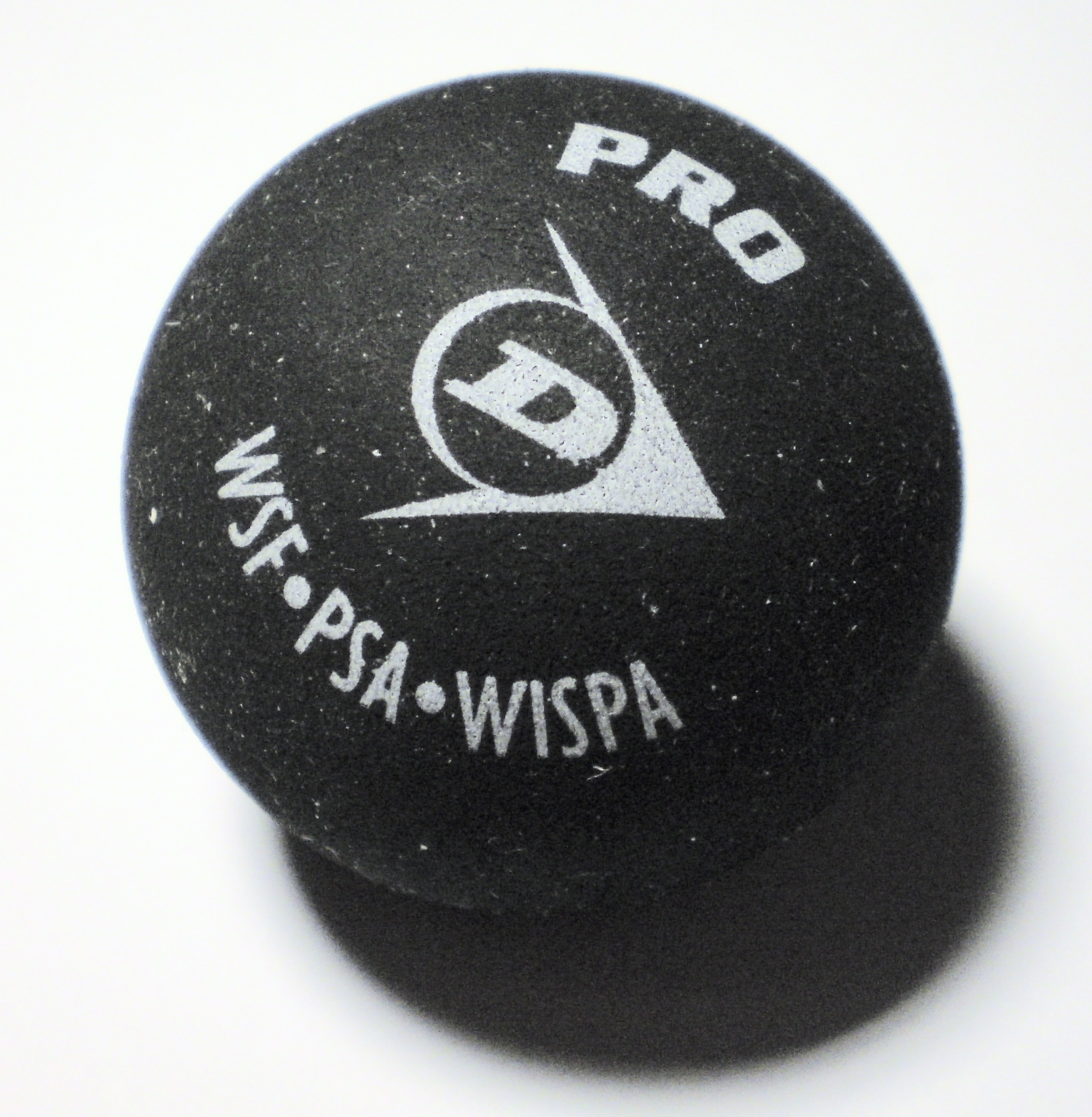
М'яч для сквошу

М'яч для сквошу — це спеціальний предмет сферичної форми, який використовується для гри в сквош.

## Виробництво
М'ячі для гри в сквош виготовляються з двох склеєних між собою гумових деталей. Для надання м'ячам рівної матової поверхні гуму після склеювання шліфують.

## Особливості
Особливі властивості спеціальної гуми дозволяють м'ячу для сквошу збільшувати швидкість та пружність при нагріванні. Внаслідок цього складність гри поступово зростає. Під час матчу швидкість м'яча може перевищувати 200 км/год.

## Види
Для змагань м'ячі підбираються залежно від атмосферних умов, температури повітря та стандартів гри. Для цього кожен м'яч маркується спеціальними різнокольоровими точками, які характеризують його пружні властивості. Синя точка означає «швидкий м'яч», тобто відскок від стіни буде дуже сильним. Червона точка — «середній» м'яч із сильним відскоком. Біла або зелена — «повільний» м'яч із середньою силою відскоку. «Повільний» та «надповільний» м'ячі зі слабкою силою відскоку від стіни характеризуються однією або двома жовтими точками відповідно. Крім того, існують м'ячі з зеленою та помаранчевою точкою, які спеціально виготовлені для високогірної місцевості.
У всіх сучасних змаганнях зі сквошу використовується «повільний» м'яч із двома жовтими точками.

## Виробники
Виробництвом стандартних м'ячів займаються спеціалізовані компанії: HEAD, Prince, Dunlop, Wilson та Pointfore.